# Zębiec
Zębiec – osada wsi Lubienia w Polsce, położona w województwie świętokrzyskim, w powiecie starachowickim, w gminie Brody.
W latach 1975–1998 osada administracyjnie należała do województwa kieleckiego.
Wierni Kościoła rzymskokatolickiego należą do parafii Podwyższenia Krzyża Świętego w Lubieni.

## Przemysł w Zębcu
- Zakłady Górniczo-Metalowe w Zębcu – jedna z największych w czasach powojennych inwestycja w województwie kieleckim. Zakończona w 1956 roku powstaniem „Kopalni piasków Żelazistych i wzbogacania Rud” w Zębcu k. Starachowic. Obecnie Zakłady Górniczo-Metalowe Zębiec S.A.

Przed uruchomieniom Zakładu inwestor uruchomił w 1955 eksploatację piasków żelazistych z hałd nieczynnych kopalni: Czerwona, Mikołaj , Halina, Klepacze, Zębiec i Kutery czym uaktywnił przemysł wydobywczy rud w całym regionie Starachowic.